# 樓文豪
樓文豪，台灣商人，曾任吳哥航空、通里薩航空、帛琉航空、金邊國際航空的董事長，曾為遠東航空控制人，亦捲入遠東航空財務危機事件。。